# Ein Freund von mir
Ein Freund von mir ist ein deutscher Kinofilm aus dem Jahr 2006 von Sebastian Schipper. Er erzählt die Geschichte einer Freundschaft zwischen zwei völlig verschiedenen Charakteren jenseits von gesellschaftlichen Konventionen.

## Handlung
Karl arbeitet als talentierter und beruflich erfolgreicher Mathematiker bei einer Versicherung. Im Rahmen eines Versicherungsprojekts beordert ihn sein Chef zwecks „Marktbeobachtung“ zu einem Autovermietungsunternehmen. Dort trifft Karl den Lebenskünstler Hans und verhilft ihm durch den richtigen Tipp zu einem Job beim Autoverleih.
Hans, der Vollzeit-Philosoph ist und einen alten DAF 66 fährt, nervt den introvertierten Karl zunächst mit seinen ständigen distanz- und respektlosen Fragen, bringt ihn jedoch mehr und mehr dazu, die eigenen Gefühle wahrzunehmen und mit ihnen umzugehen. Hans macht Karl mit seiner Freundin Stelle bekannt, die er seine „Königin“ nennt und die als Stewardess arbeitet. Karl verliebt sich in Stelle, was ihn in eine emotionale Zwickmühle bringt, Hans hingegen steht einer Dreieckssituation locker und gelassen gegenüber. Der gefühlsmäßig überforderte Karl zieht sich zurück, verfällt in alte Verhaltensmuster und versucht sich abzugrenzen: er outet sich gegenüber Hans als Versicherungsangestellter und brüskiert ihn mit der Erklärung, dass sie nichts gemeinsam hätten und aus seiner Sicht auch keine Freunde seien.
Karl kehrt zurück an seinen Schreibtisch, kann Hans und Stelle jedoch nicht vergessen. Er sehnt sich nach Freundschaft und nimmt wieder Kontakt mit Hans auf. Mit ihm zusammen möchte er Stelle, die nach Barcelona gezogen ist, besuchen. Mit Hilfe einer Wette bringt Hans Karl dazu, allein mit seinem DAF zu fahren.

## Besonderheiten
Zur Filmpremiere im Oktober 2006 unternahmen Daniel Brühl und Jürgen Vogel den Versuch ins Guinness-Buch der Rekorde zu kommen. Ihr Ziel war der Premierenrekord von Will Smith, der in England drei Filmpremieren in zwölf Stunden besucht hatte.
Die Filmcrew schaffte den Eintrag, indem sie sechs Filmpremieren in fünf Städten in der gleichen Zeit besuchten.

## Filmmusik
Der Soundtrack – überwiegend ruhiger Akustik-Rock mit elektronischen Elementen – kommt von Gravenhurst, Talk Talk, Savath & Savalas und International Pony.

## Kritiken
„Der Film überwindet die Grenzen des üblichen Buddy-Movies und zeigt die Schwierigkeit der Selbstfindung in einem bestimmten Alter.“

„Ein wunderbarer Jungsfilm, eine poetische Liebesgeschichte und eine köstliche Komödie über Auto-Fetischismus!“

„Tragikomödie, besetzt mit zwei gegensätzlichen deutschen Stars, die nicht mehr tun, als das von ihnen gewohnte Rollenklischee zu erfüllen. Für Augenblicke vermittelt der Film das Schlafwandlerische dieser ungewöhnlichen Freundschaft, kann solche Momente aber nicht vertiefen.“